# Pseuderanthemum carruthersii
Pseuderanthemum carruthersii es una especie de arbusto perteneciente a la familia de las acantáceas.

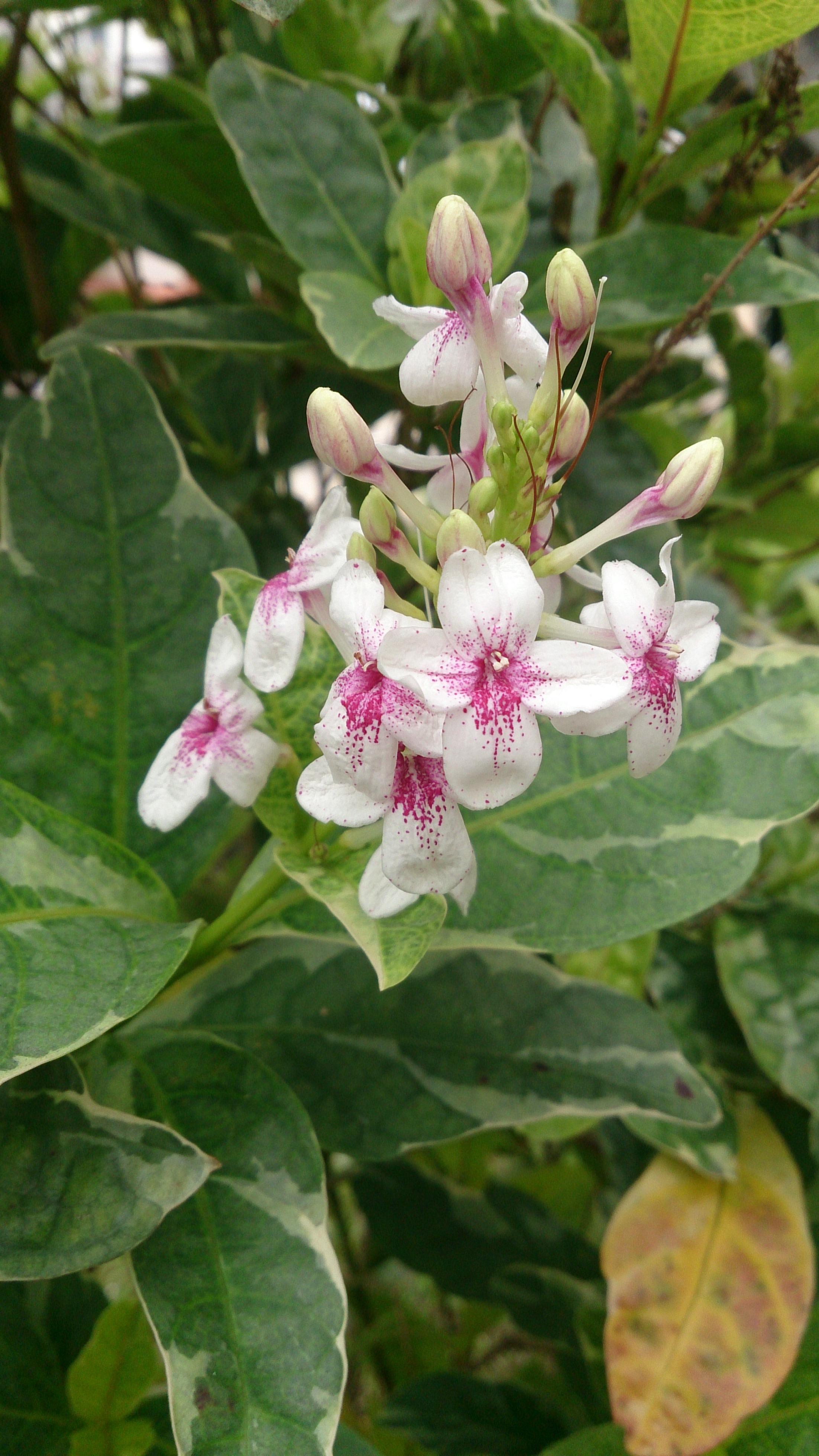
Detalle de las flores

## Descripción
Son arbustos o árboles pequeños, que alcanzan un tamaño de hasta 4 m de alto; tallos jóvenes cuadrangulares, glabros. Esta especie tiene hojas verdes con vetas de color amarillo cremoso. Las flores son pequeñas, de color blanco con puntos púrpura-rosa que se concentran en la base de los pétalos.

## Distribución
Cultivada, ocasionalmente se escapa de cultivo y crece en ambientes alterados; en una altitud de 50–400 m; florece todo el año; frecuentemente cultivada en América tropical, se cree que esta especie es nativa de Polinesia. 

## Taxonomía
Pseuderanthemum carruthersii fue descrita por (Seem.) Guillaumin y publicado en Annales du Musée Colonial de Marseille, sér. 5, 5–6: 48. 1948.
Etimología
Pseuderanthemum: nombre genérico compuesto que deriva del latín y significa "falso Eranthemum".
carruthersii: epíteto otorgado en honor del botánico William Carruthers.
Sinonimia
- Eranthemum atropurpureum W.Bull
- Eranthemum aureoreticulatum B.S.Williams
- Eranthemum carruthersii Seem. basónimo
- Eranthemum nigrescens W.Bull
- Eranthemum nigrum Linden
- Eranthemum reticulatum W.Bull
- Eranthemum schomburgkii auct.
- Eranthemum tricolor W.Bull
- Pseuderanthemum atropurpureum (W.Bull) Radlk.
- Pseuderanthemum reticulatum Radlk.
- Siphoneranthemum atropurpureum Kuntze
- Siphoneranthemum reticulatum Kuntze
- Siphoneranthemum tricolor Kuntze[4]